# Pierre-Paul Méouchi

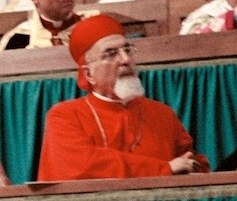
Kardinal Méouchi auf dem Zweiten Vatikanischen Konzil

Pierre-Paul Kardinal Méouchi (arabisch: بولس الثاني بطرس المعوشي, DMG Baulus aṯ-ṯānī Buṭrus al-Maʿūšī, in deutscher Transkription auch Bulos Butros Mauschi; * 1. April 1894 in Jezzine, Osmanisches Reich; † 11. Januar 1975 in Bkerke (Jounieh), Libanonberg) war Maronitischer Patriarch von Antiochien und des ganzen Orients und libanesischer Kardinal der römisch-katholischen Kirche.

## Leben
Paul Méouchi – so sein bürgerlicher Name – studierte am Collège de la Sagesse in Aschrafiyya und später in Rom am Kollegium der Congregatio de Propaganda Fide und an der Päpstlichen Universität Gregoriana. Er empfing in Rom am 7. Dezember 1917 die Priesterweihe und diente als Sekretär der maronitischen Bischöfe von Sidon und Tyros. Nach einer Visitation des Bischofs von Tyrus in den Vereinigten Staaten im Jahr 1920 blieb er bis 1934 in den USA und war vor allem in den maronitischen Gemeinden in Indiana, Connecticut und Kalifornien tätig.
Am 19. April 1934 wurde Méouchi zum maronitischen Erzbischof von Tyrus ernannt. Der Patriarch von Antiochien und des ganzen Orients, Antoine Boutros Arida, spendete ihm am 8. Dezember 1934 desselben Jahres in Bkerke die Bischofsweihe, Mitkonsekratoren waren Augustine Bostani, Bischof von Saïda dei Maroniti (Sidon), und Peter Feghali, Titularbischof von Epiphania in Syria. Als Wahlspruch wählte er Gloria Libani data est ei („Die Herrlichkeit des Libanon wird ihm/ihr geschenkt“, Jes 35,2 ). Am 25. Mai 1955 wurde er von der Synode der Maroniten in Bkerke zum Maronitischen Patriarchen von Antiochien und des ganzen Orients gewählt und nahm, wie bei maronitischen Patriarchen üblich, zusätzlich den Namen Pierre/Boutros (Petrus) in seinen Namen auf.
Méouchi nahm an den ersten drei Sitzungsperioden des Zweiten Vatikanischen Konzils teil, wo er die Rechte der Patriarchen verteidigte, um die Auswanderung der Christen aus dem Nahen Osten zu verhindern. Papst Paul VI. nahm ihn am 22. Februar 1965 als ersten maronitischen Kardinal in das Kardinalskollegium auf. Politisch war sein Wirken als maronitischer Patriarch um Aussöhnung zwischen allen Libanesen, Christen und Muslimen, bemüht. Er war ein Verfechter des Panarabismus und stand damit im Gegensatz zu dem proamerikanischen libanesischen Staatspräsidenten Camille Chamoun. Er starb am 11. Januar 1975 am Sitz des maronitischen Patriarchats in Bkerke, wo er auch begraben wurde.